# Wildeman (heraldiek)

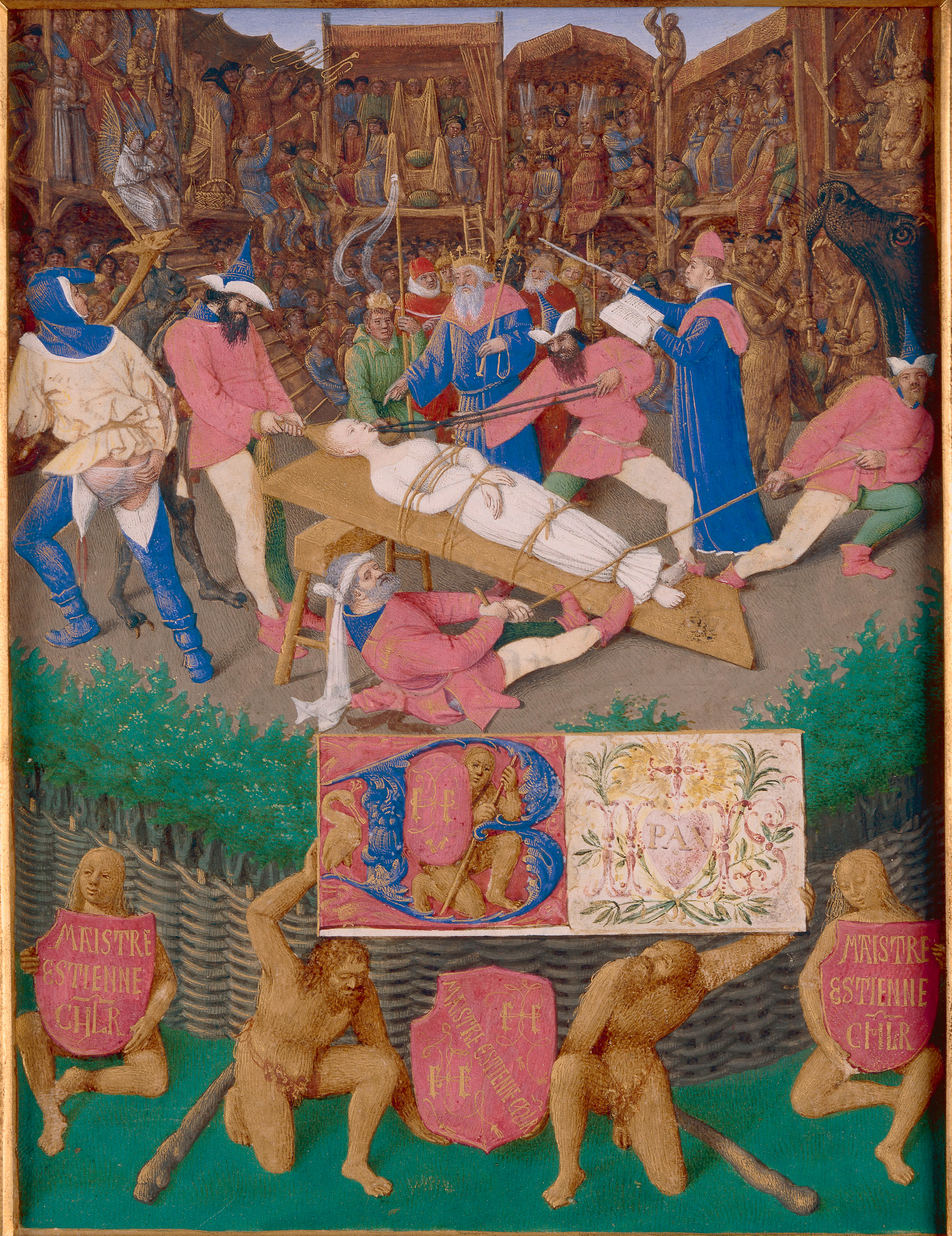
Afbeelding uit vijftiende eeuw

Wapen van het koninklijk huis van Griekenland

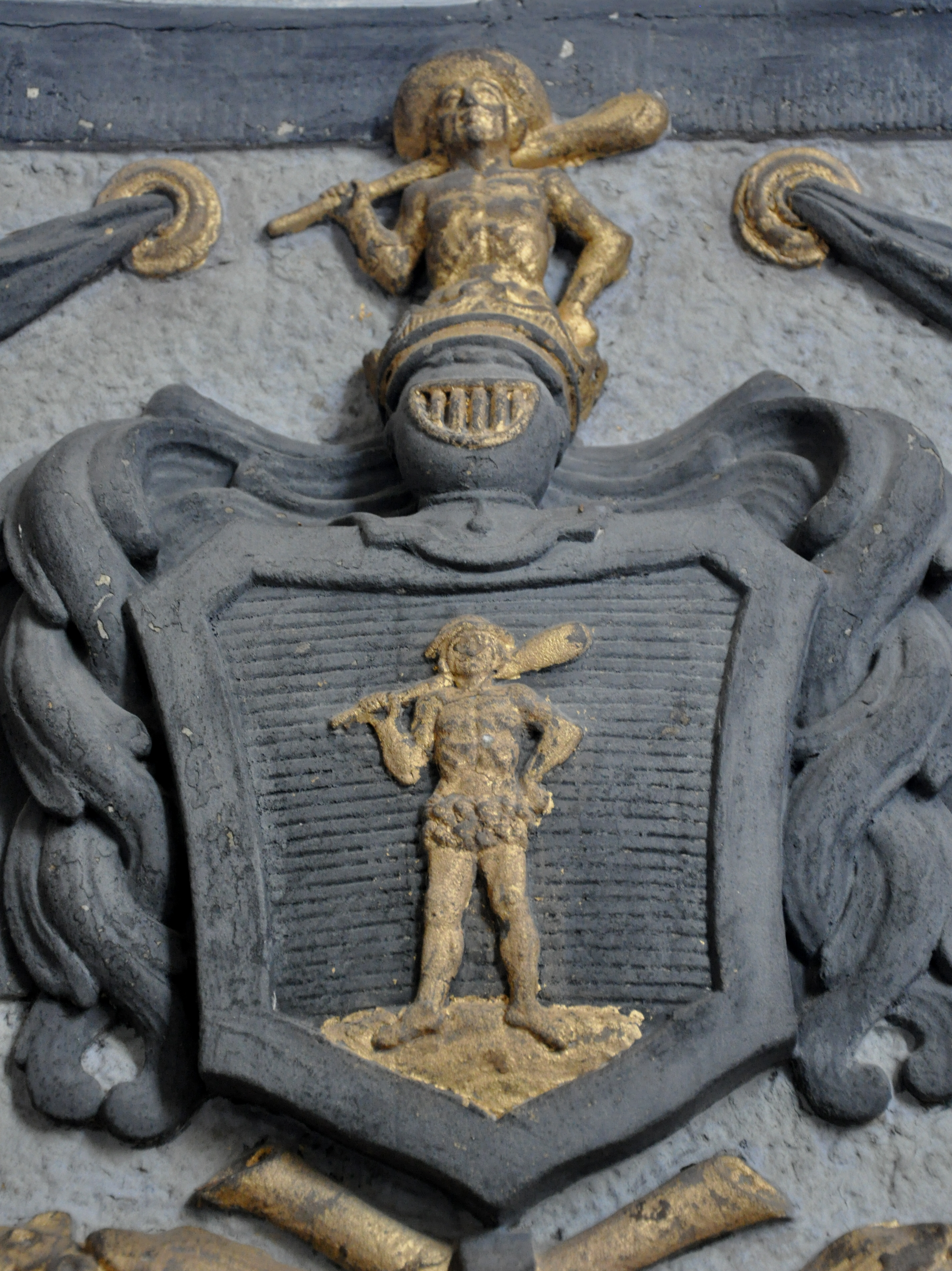
Grafmonument met familiewapen van Maria Edmunda von Kolb, abdis van het klooster Wald, overleden in 1772

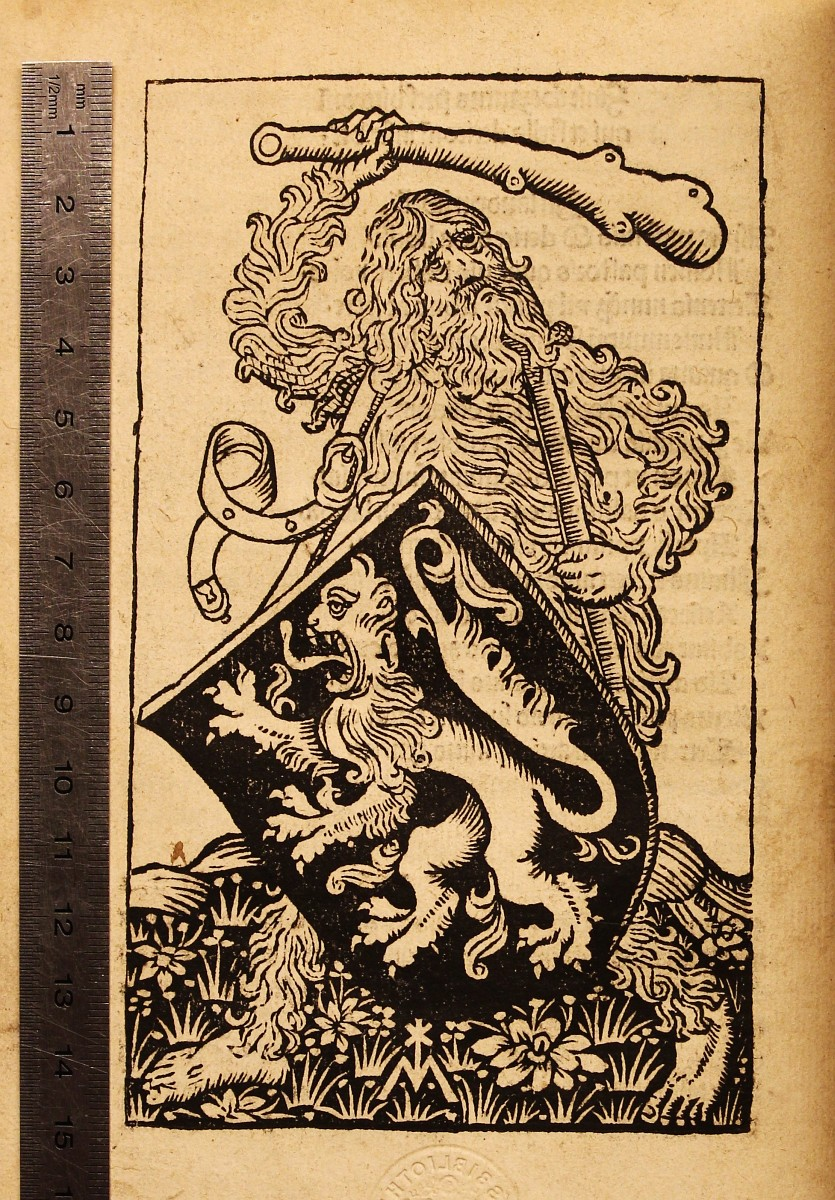
Wildeman in het drukkersmerk van Mathias van der Goes.

In de heraldiek worden wildemannen, vrijwel naakte, met eikenloof omgorde woestelingen als schildhouders of figuur in het wapen gebruikt. Meestal dragen de wildemannen een houten knots. Het wildeman-motief kwam voor van Scandinavië en de Britse Eilanden tot aan de grenzen van het Heilige Roomse Rijk.  

## Achtergrond
De wilde man symboliseert de ongetemde krachten van de natuur, bosgerelateerde beroepen en fysieke kracht. Deze figuur wordt ook gebruikt als de heraldische voorstelling van een reus.
Vroeger werden wildemannen in beschrijvingen ook wel Hercules genoemd. De wildemannen komen veel in wapens voor. De Hohenzollerns laten hun wapen door twee wildemannen vasthouden en ook in de wapens van steden als Antwerpen, Bergen op Zoom, 's-Hertogenbosch, Kortrijk en Sneek komen wildemannen voor als schildhouders.
De kleine Duitse gemeente Wildemann heeft een sprekend wapen met een wildeman en een Saksenros. Ook de twee wildemannen van Johann Tscherte (zie afbeelding) zijn sprekend, want zijn naam is Tsjechisch voor wildeman. De onderste van de twee loopt op bokkenpoten.
Bij de blazoenering van een wildeman horen alle bijzonderheden beschreven te worden; zoals het dragen van oorringen, kettingen, arm- of voetbanden. Als zij geheel naakt zijn worden de dekkleden om hun heupen en dijen geslagen.

## Buiten de heraldiek
De wildeman komt ook voor in sprookjes zoals IJzeren Hans, Simeliberg van de gebroeders Grimm en in De wildeman uit Overijssel. 
De wildeman speelt ook een rol in de roman Wildevrouw van de Vlaamse schrijver Jeroen Olyslaegers.

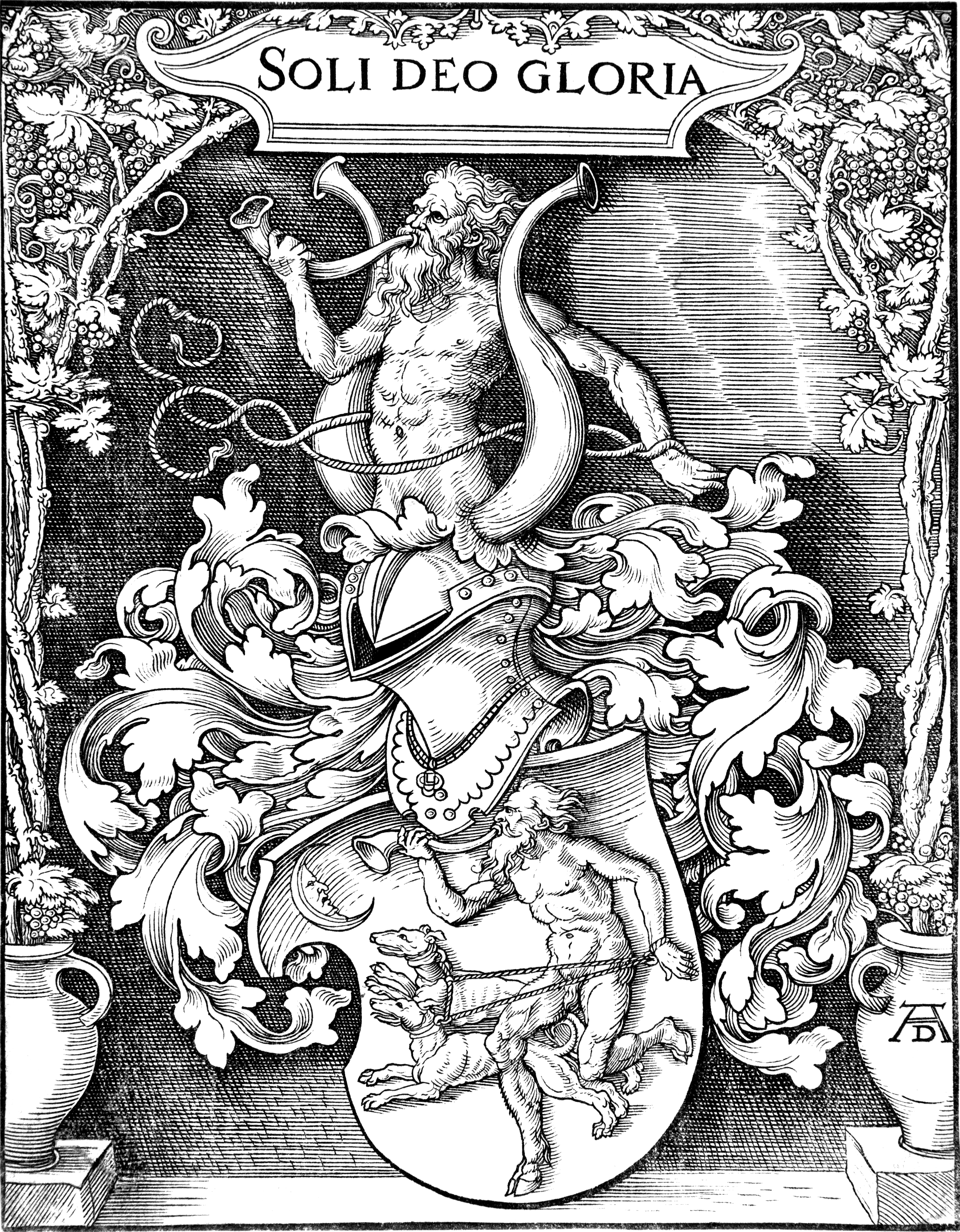
Wapen van Johann Tscherte, houtsnede van Albrecht Dürer

## Achternaam
Wildeman is ook een achternaam, onder anderen:
- Jacob Wildeman, sergeant en het gezicht van het Noordelijk Heilsleger